# Реформатская пресвитерианская церковь в Африке (Уганда)
Реформатская пресвитерианская церковь в Африке (Уганда) — христианская деноминация в Африке.

## История
Церковь была образована в 2007 году пасторами и старейшинами, окончившими Вестминстерскую духовную семинарию в Мбале, Уганда.

## Структура
В Уганде церковь поддерживает 10 общин и 2 пресвитерии. В Кении и Танзании в каждой стране есть по одной пресвитерии.

## Доктрина
Церковь придерживается реформатской доктрины Вестминстерского исповедания веры и пяти пунктов кальвинизма.

## Межцерковные связи
Деноминация является членом Всемирного реформатского братства и Всемирного сообщества реформатских церквей.